# مقابا
مقابا یک منطقه در جنوب مالت است. این منطقه یک روستای سنتی مالتی است که جمعیت آن حدود ۳۳۰۰ نفر است. نقطه کانونی آن کلیسای مقدس عروج است که در مرکز روستا یافت می‌شود. این منطقه دو باشگاه گروهی، تعدادی باغ و لیستی از آثار ملی دارد.

## دربارهٔ این منطقه
با داشتن ۳٬۳۱۵ نفر جمعیت، مقابا یک روستای معمولی مالتی حساب می‌شود که خیابان‌های کوچک و آرامی دارد. مقابا در اطراف کلیسای مقدس، که نقطهٔ برجسته روستا است، ساخته شده‌است. کلیسا به معبودی اختصاص داده شده‌است که جشن بزرگداشت او هر ساله در ۱۵ اوت برگزار می‌شود. جشن بانوی نیلوفری ما (مدونا تال گیلو) در سومین یکشنبه ماه ژوئن جشن گرفته می‌شود.
مکان‌های دیگری در این روستا شامل کلیساهای اختصاص داده شده به بانوی نارس ، سنت ریحان ، سنت مایکل و سنت کاترین وجود دارند. مقابا همچنین دارای ۱۳۹ متر مکعب (۴٬۹۰۹ فوت مکعب) گور زیرزمینی دسته جمعی (دخمه مردگان) است که در حوالی سال ۱۸۶۰ کشف شد.
شعار روستا 'Non Nisi Per Ardua' است که به «تنها با توانایی» ترجمه می‌شود.
اهمیت مقابا را از وجود بقایای باستان‌شناسی در نزدیکی این روستا می‌توان فهمید. همچنین برخی حیوانات انقراض یافته در معادن تاکاندجا و تاکسانتین در این روستا یافت شده‌اند.
اجساد مدفون در یک غار طبیعی در منطقه مقابا، در جایی که آن را به نام "Bur Meghz" می‌شناسند، در نزدیکی معدن ناکساری پیدا شده‌است. (همچنین ببینید)
یکی از مهمترین اکتشافات در مقابا، پیدا کردن دخمه مردگان پالو مسیحی است که در سال ۱۸۶۰ توسط دکتر کارونا و کاپیتان استریکلند در میدان جبلی الماس یافت شد. جدول آیین «آگاپه» به عنوان جدول غالب کل مقبره‌ها شناخته شده‌است. جزئیات باستان‌شناسی توسط مایر، بکر، زامیت و بلانتی مورد مطالعه قرار گرفت.
از سازه‌های مهم این منطقه برج وینچنتی است.
مجسمه ای که در کلیسا پیدا شده‌است عروج مادر مبارک خداوند نام دارد و توسط الساندرو فاررویا در سال ۱۸۳۶ ساخته شده و به مجسمهٔ عروج که در قاعا یافت شده و از چوب ساخته شده‌است شباهت دارد.
عروج مریم در ۱۵ اوت جشن گرفته می‌شود و همچنین در قرنتی، گودا، قاعاق، مصط، اتارد و ویکتوریا نیز جشن گرفته می‌شود. همهٔ این شهرها در این روز به عنوان یک سنت این جشن را برگزار می‌کنند.

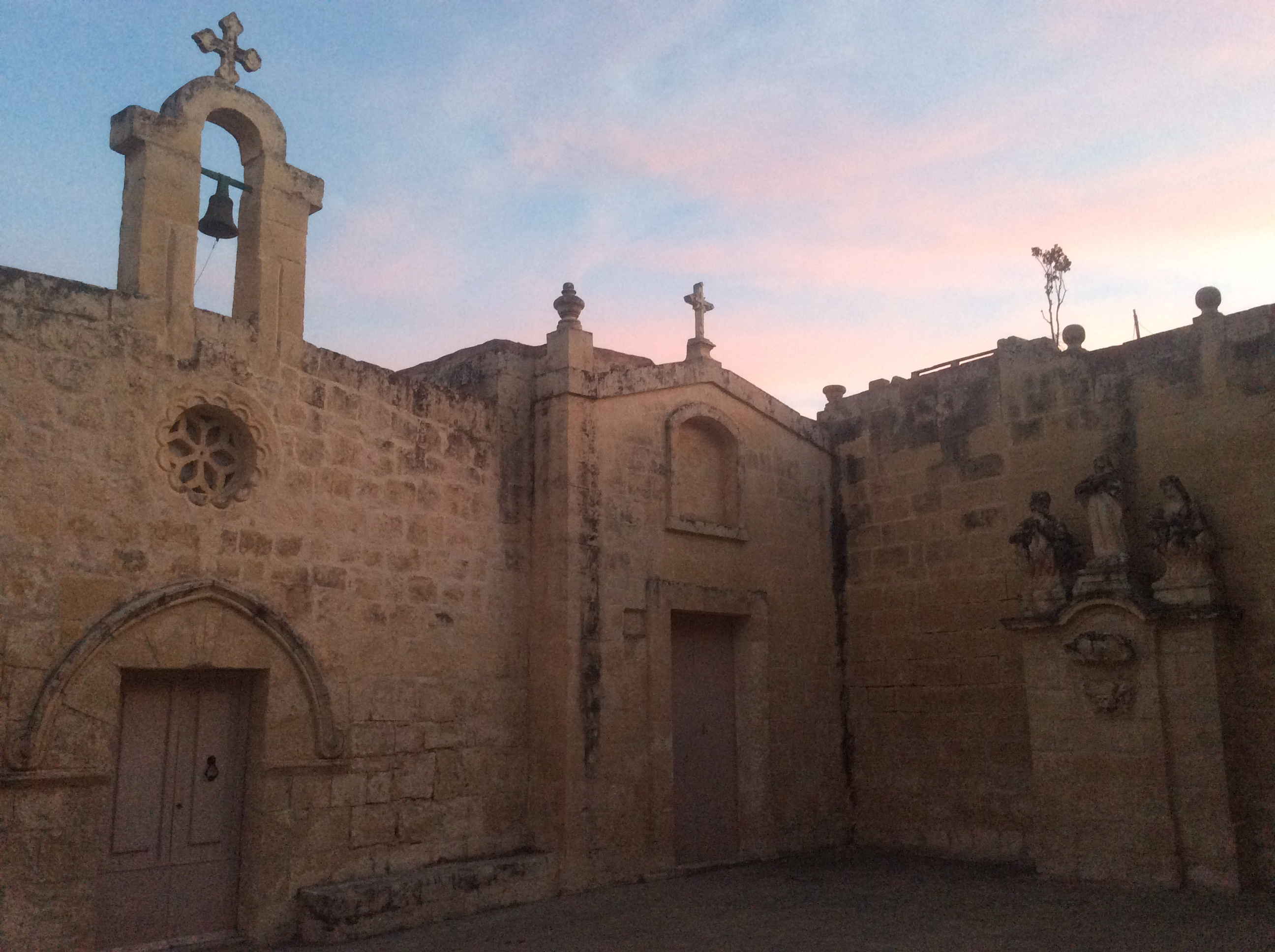
کلیسای سنت ریحان و سنت مایکل

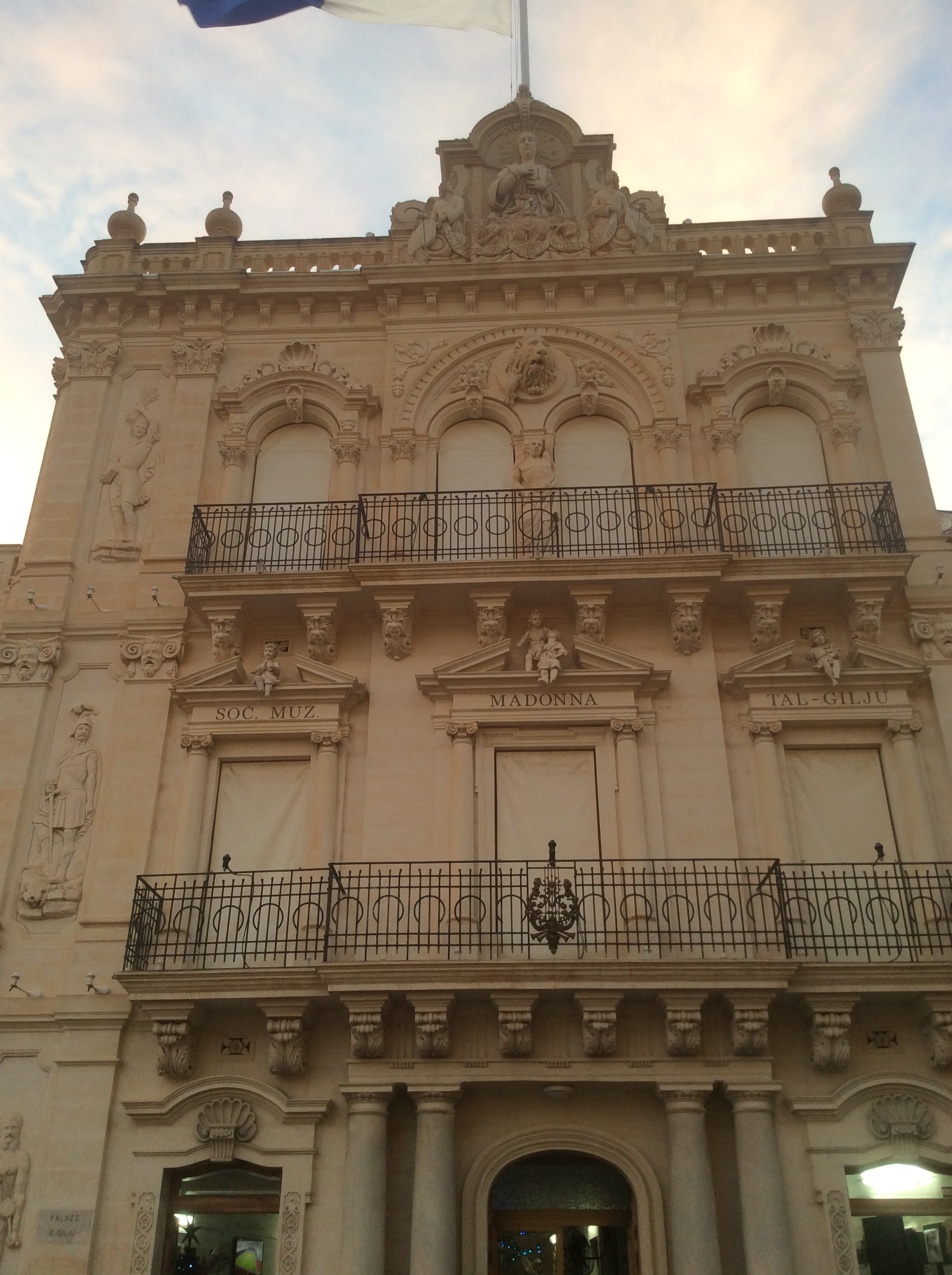
پالاز ایل گلیجو

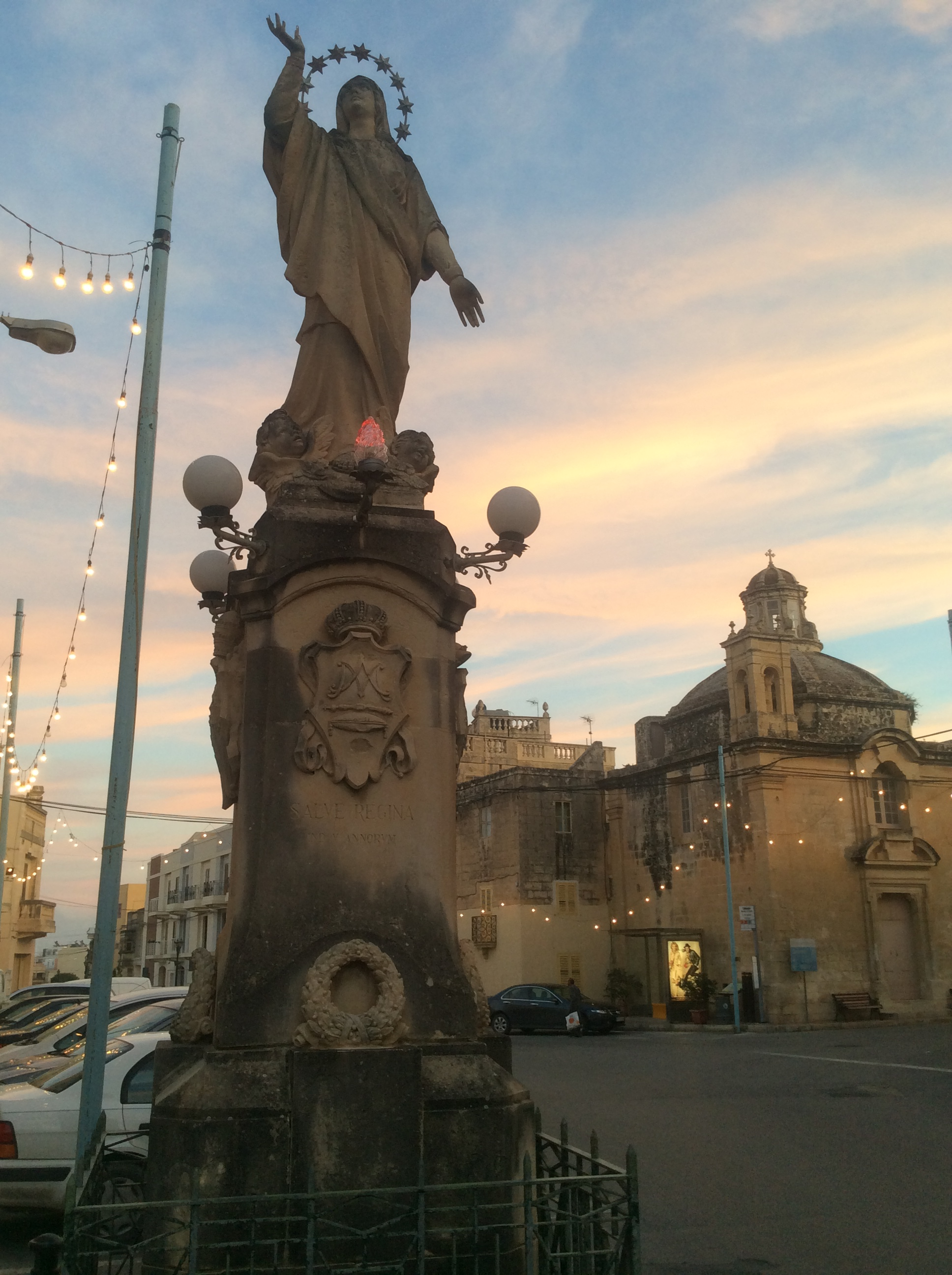
مجسمه سنت کاترین نیچه

جشن کلیسا که بین ۸ تا ۱۵ اوت برگزار می‌شود، علاقه‌مندان به آتش بازی را با اسم «کارخانه آتش بازی سنت ماری»، که یک گروه آتش بازی مشهور می‌باشد به این منطقه جذب می‌کند. این گروه نخستین دوره از جشنواره آتش بازی بین‌المللی مالت که در سال ۲۰۰۶ برگزار شد را برنده شد و مهمترین افتخار روستا را زمانی که مسابقات قهرمانی جهان را در سال ۲۰۰۷ برنده شد به دست آورد، این افتخار در والمونتون، (استانی در ایتالیا) پس از رقابت با هفت شرکت کننده و پیروزی در میان آن‌ها بدست آمد.
جشن‌های آتش بازی ثانویه در هفته سوم ماه ژوئن هر سال برگزار می‌شود. این جشن به افتخار بانوی نیلوفری می‌باشد. در این جشن نمایش‌های آتش بازی به صورت هوایی و زمینی انجام می‌شود. . رویداد آتش بازی اصلی در روز شنبه برگزار می‌شود.

### جوایز بین‌المللی
- Les Etoile d'Or du Jumelage در سال ۱۹۹۸ (جایزه اتحادیه اروپا برای دوزندگی) - توسط گروه شاه جورج پنجم در گروه انجمن سنت ماری
- جشنواره فستیوال بین‌المللی مالت در سال ۲۰۰۶
- Caput Lucis - 'Campionato Mondiale di Fuochi d'Artificio d'Autore' در سال ۲۰۰۷ توسط کارخانه آتش بازی سنت ماریای مقابا
- رکورد جهانی گینس برای بزرگترین چرخ کاترین. اندازه‌گیری شده به ابعاد ۳۲٫۰۴۴ متر قطر. ساخته شده توسط کارخانه آتش بازی نیلوفر مقابا در تاریخ ۱۸ ژوئن ۲۰۱۱.

### جوایز ملی
- برنده مسابقه ملی برای دکوراسیون نمایندگان گروهی در طول کریسمس
- برنده مسابقات ملی رانندگی در سال ۲۰۰۷ در بخش جوانان
- برنده جشنواره آتش بازی زمینی مکانیزم ملی در سال ۲۰۰۸، توسط کارخانه آتش بازی لیلی مقابا
- برنده چهارمین جشنواره فستیوال ملی مکانیزه کردن زمین در سال ۲۰۱۰ توسط کارخانه آتش بازی سنت ماری
- برنده جوایز آتش بازی سه بعدی زمینی در آفریقای جنوبی توسط کارخانه آتش بازی سنت ماریا مقابا